# Paul Keating
Paul John Keating (sinh 18 tháng 1 năm 1944) là Thủ tướng Úc thứ 24, từ năm 1991 đến năm 1996. Ông nổi bật trong chức vụ Bộ trưởng Ngân khố trong chính phủ của Bob Hawke từ 1983. Là một thủ tướng, ông nổi tiếng với nhiều thành tựu lập pháp của mình, và chiến thắng của ông trong cuộc bầu cử năm 1993, mà nhiều người coi là "không thể chiến thắng" cho Đảng Lao động. Ở nhiệm kỳ thứ hai, chính sách "bức tranh lớn" của ông đã không gây ấn tượng cho cử tri, những người ngày càng quan tâm nhiều hơn đối với các vấn đề kinh tế. Keating thua John Howard trong cuộc bầu cử năm 1996.

## Thời trẻ
Keating lớn lên ở Bankstown, trong một gia đình công nhân ở ngoại ô Sydney. Ông là một trong bốn người con của Matthew Keating, một người thợ lò hơi và một đại diện công đoàn và là hậu duệ của Công giáo Ireland. Mẹ ông tên là Minnie.
Keating học tại các trường Công giáo, ông là Thủ tướng đầu tiên thuộc Đảng Lao động Úc theo Công giáo kể từ thời James Scullin rời nhiệm sở năm 1932. Sau khi rời Trường Công giáo LaSalle tại Bankstown (LaSalle Catholic College) ở độ tuổi 15, Keating làm thư ký và sau đó là một trợ lý nghiên cứu cho Công hội. Ông đã gia nhập Đảng Lao động khi ông đủ tư cách. Năm 1966, ông đã trở thành chủ tịch của Hội đồng Thanh niên Đảng Lao động Úc.

## Đặc điểm nổi bật
- Thắng ghế đại biểu vùng Blaxland khi mới 25 tuổi, một trong số rất ít nghị viên trẻ tuổi của Úc
- Vào Quốc hội năm 1975, khi mới 31 tuổi
- Làm Bộ trưởng Ngân khố Úc trong 8 năm, nhiệm kỳ lâu thừ nhì, chỉ kém Arthur Fadden (10 năm)
- Làm nghị sĩ 22 năm thì trở thành Thủ tướng Úc, tương tự như John Howard
- Ứng cử thủ tướng chỉ hai lần: thắng năm 1993 và thua năm 1996 [3]